# Éliane Radigue
Éliane Radigue (París, 24 de enero de 1932) es una compositora francesa de música electrónica, cuyo trabajo, desde principios de la década de 1970, se ha creado casi exclusivamente con un solo sintetizador, el sistema modular ARP 2500.

## Biografía
Nacida y criada en París por una familia de clase media, Radigue ya tocaba el piano y había empezado a componer cuando escuchó por primera vez una emisión en la radio de una pieza de uno de los padres fundadores de la música concreta, Pierre Schaeffer. 
Poco después, en los años 1950, se reunió con él, se convirtió en una de sus alumnas y trabajó de manera periódica, durante sus estancias en París, en el «Studio d'Essai». Durante la década de 1960 fue asistente de Pierre Henry, periodo durante el cual creó algunos de los sonidos que aparecen en su obra. Como su trabajo ganó en madurez, Schaeffer y Henry estimaron que su uso particular del micro, con largos bucles grabados de efecto Larsen, eran contrarios a sus ideales, pero su práctica singular permaneció todavía fuertemente influida por sus métodos.
Alrededor de 1970, en un estudio compartido con Laurie Spiegel en la Universidad de Nueva York, creó su primera música basada únicamente en el uso del sintetizador, un modelo Buchla prestado por Morton Subotnick. Su objetivo era crear un lento y determinado desarrollo del sonido, a la vez próximo al de los compositores minimalistas de Nueva York y de sus antiguos aliados de la música concreta francesa. 
Después de haber presentado el primero de sus Adnos en 1974 en el «Mills College» por invitación de Terry Riley, un grupo de estudiantes visitantes franceses destacó la ligazón profunda entre su música y la meditación, y le sugirieron interesarse por el budismo tibetano, que le era relativamente desconocido.
Tras investigar el budismo tibetano, se convirtió rápidamente y pasó los siguientes tres años dedicada a su práctica con el gurú Pawo Rinpoche, que posteriormente la reorientó de nuevo a sus trabajos musicales. Regresó a la composición, retomando los mismos métodos de trabajo y persiguiendo los mismos objetivos que antes, y terminó Adnos II (1979) y Adnos III (1980). Durante buena parte de los años 1980 se dedicó a una obra singular, de una duración de más de tres horas, puede que su obra maestra, llamada Trilogie de la Mort, muy influida por el Libro Tibetano de los Muertos, por su práctica de la meditación y por la muerte de Pawo Rinpoche y la de su hijo Yves Arman. El primer volumen de la trilogía, Kyema, fue su primera grabación publicada en el sello XI de Phill Niblock.
Desde entonces ha creado un gran número de obras, entre ellas una patrocinada por el gobierno francés, basada en cuentos e historias de la tradición budista.
Se incorporó más tarde al grupo de improvisación con «laptop», «The Lappetites», que lanzó su primer álbum Before the Libretto en el sello Quecksilber en 2005. El grupo está integrado por Eliane Radigue, Kaffe Matthews, Ryoko Kuwajima y Antye Greie, más conocido como AGF.

## Selección de obras
- 1971 - Chry-ptus (New York Cultural Art Center).
- 1972 - 7th Birth (Nueva York).
- 1972 - Geelriandre (Théatre de la Musique, París).
- 1973 - Phi 847 (The Kitchen, Nueva York).
- 1973 - Arthesis (Theater Vanguard, Los Ángeles).
- 1974 - Biogénésis and Transamorem Transmortem (The Kitchen, Nueva York).
- 1974 - Adnos Festival d'Automne, París, 1974.
- 1975 - 7 petites pièeces pour un Labyrinthe Sonore (GERM, París).
- 1980 - Adnos II (Mills College, Oakland).
- 1982 - Adnos III, Prélude à Milarepa (Experimental Intermedia Foundation, Nueva York).
- 1984 - 5 songs of Milarepa (San Francisco Art Institute).
- 1986 - Jetsun Mila, Vie de Milarepa (GERM, París).
- 1988 - Kyema (New Langton Arts, San Francisco).
- 1991 - Kailasha (Experimental Intermedia Foundation, Nueva York).
- 1993 - Koume (Mamac, Festival MANCA, Niza).

(Las tres últimas obras constituyen las tres partes de la Trilogie de la Mort).

## Discografía
- 1983 - Songs of Milarepa (disco sencillo) (Lovely Music).
- 1987 - Jetsun Mila (Lovely Music).
- 1992 - Kyema, Intermediate States (Experimental Intermedia).
- 1992 - Mila's Journey Inspired by a Dream (Lovely Music).
- 1996 - Biogenesis (Metamkine).
- 1998 - Trilogie de la Mort (triple disco, incluye Kyema) (Experimental Intermedia).
- 1998 - Songs of Milarepa (dos discos, incluye Mila's Journey Inspired by a Dream) (Lovely Music).
- 2000 - E = A = B = A + B (2 x 7" edición limitada) (Povertech Industries).
- 2002 - Adnos I-III (Table of the Elements).
- 2003 - Geelriandre / Arthesis (Fringes Archive).
- 2004 - Elemental II (Records of Sleaze Art).
- 2005 - L'île re-sonante (Shiin).
- 2005 - Before the Libretto (con el grupo The Lappetites) (Quecksilber)
- 2007 - Chry-ptus (Schoolmap).
- 2013 - "Ψ 847" (Oral).